# کنسرتوهای براندنبورگ
کنسرتوهای براندنبورگ (به آلمانی: Brandenburgische Konzerte؛ به انگلیسی: Brandenburg Concertos) اثر یوهان سباستیان باخ، مجموعه‌ای از شش اثرِ سازی هستند که باخ در سال ۱۷۲۱ به کریستیان لودویگ، مارگرافِ براندنبورگ و شودت هدیه داد.
او این کنسرتوها را مجموعاً برای سازهای ابوا، ریکوردر، ترومپت، شیپور، فاگوت، فلوت، ویولا، ویولن، ویولنسل و هارپسیکورد (باسو کونتینو) نوشت. 
موسیقی‌شناسان از این آثار به‌عنوان بهترین آثار ارکسترالِ دورهٔ باروک یاد می‌کنند.

## کنسرتوها

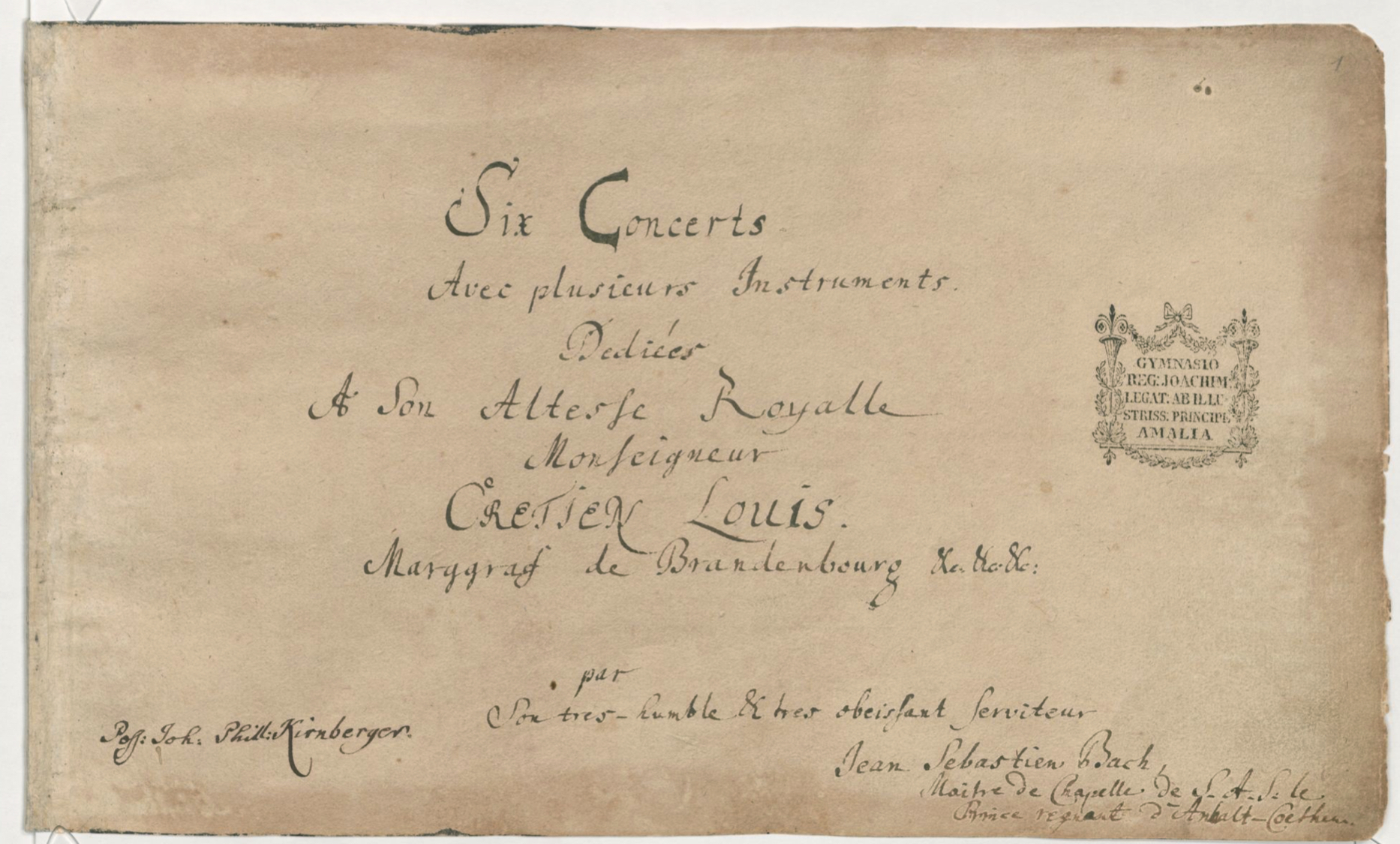
صفحه عنوان کنسرتو براندنبورگ به زبان فرانسوی

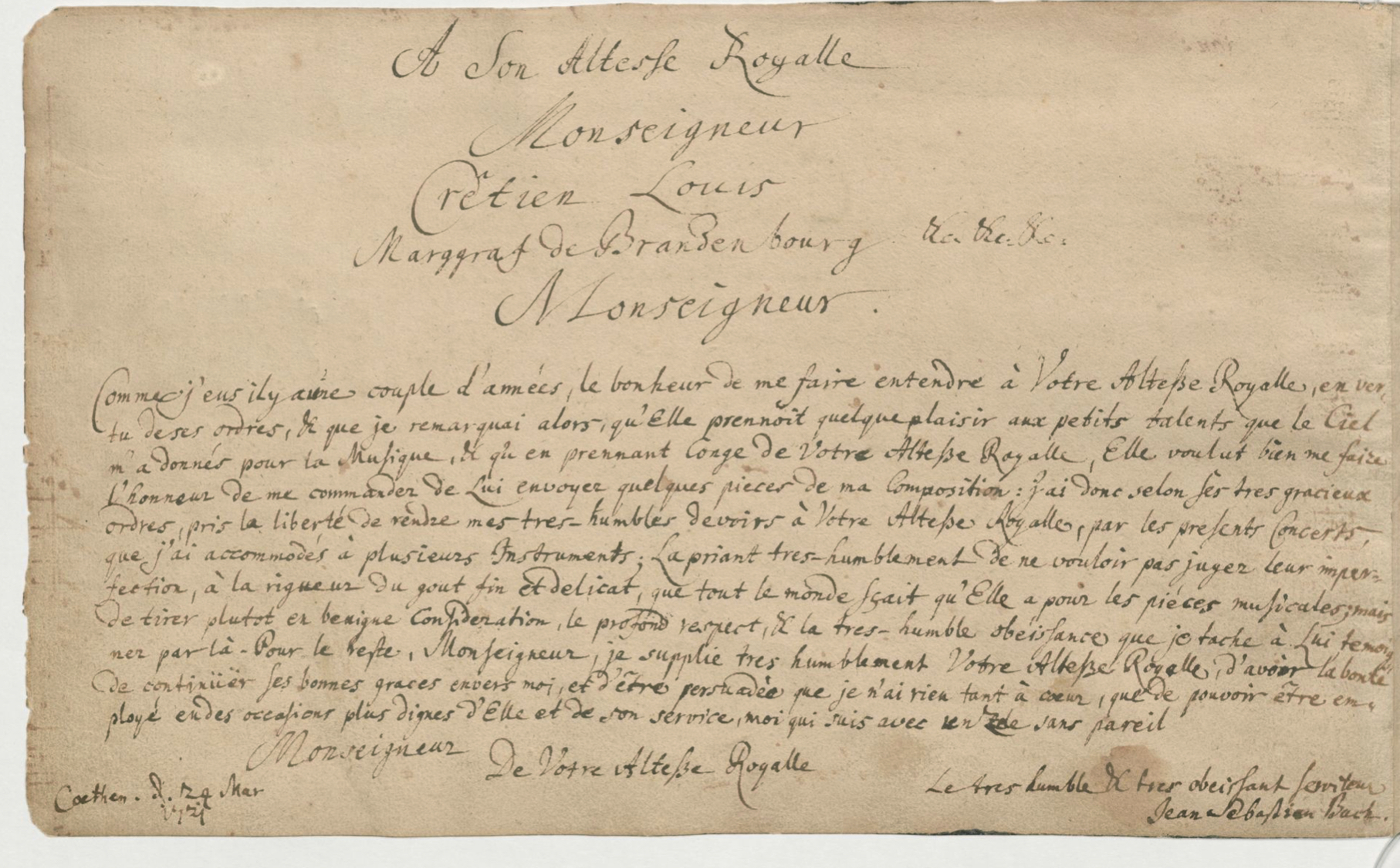
نسخهٔ خطی از اهدا کنسرتو براندنبورگ

### شماره ۱
کنسرتو براندنبورگ شماره ۱ در فا ماژور (BWV 1046)، برای پنج ساز زهی و بادی نوشته شده‌است که امروزه معمولاً با فلوت، ابوا، ترومپت، دو هورن و یک ویولن اجرا می‌شود. این کنسرتو دارای چهار موومان است که به‌ترتیب عبارتند از:
۱. آلگرو مودراتو (Allegro moderato)

۲. آداجیو در ر مینور (Adagio in D minor)

۳. آلگرو (Allegro)

۴. منوئه (Menuet)

- طول اجرا: حدود ۲۲ دقیقه

### شماره ۲
کنسرتو براندنبورگ شماره ۲ در فا ماژور (BWV 1047)، برای یک ویولن و سه ساز بادی نوشته شده‌است؛ دارای سه موومان است که به‌ترتیب عبارتند از:
۱. آلگرو (Allegro)
۲. آندانته در ر مینور (Andante in D minor)
۳. آلگرو آسای (Allegro assai)
- طول اجرا: حدود ۱۳ دقیقه

### شماره ۳
کنسرتو براندنبورگ شماره ۳ در سُل ماژور (BWV 1048)، برای سه دسته ساز زهی (سه ویولن، سه ویولا دا گامبا، سه کنترباس) در سه موومان نوشته شده‌است که به‌ترتیب عبارتند از:
۱. آلگرو یا آلگرو مودراتو (Allegro or Allegro moderato)

۲. آداجیو در می مینور (Adagio in E minor)

۳. آلگرو (Allegro)

- طول اجرا: حدود ۱۰ دقیقه

### شماره ۴
کنسرتو براندنبورگ شماره ۴ در سُل ماژور (BWV 1049)، برای ویولن، دو ریکوردر، سازهای زهی و هارپسیکورد (باسو کونتینو) نوشته شده‌است؛ سه موومان دارد که به‌ترتیب عبارتند از:
۱. آلگرو (Allegro)

۲. آندانته در می مینور (Andante in E minor)

۳. پرستو (Presto)

- طول اجرا: حدود ۱۶ دقیقه

### شماره ۵
کنسرتو براندنبورگ شماره ۵ در رِ ماژور (BWV 1050)، از معروف‌ترین کنسرتوهای براندنبورگ به‌شمار می‌آید و برای فلوت، ویولن، هارپسیکورد و سازهای زهی نوشته شده‌است؛ سه موومان دارد که به‌ترتیب عبارتند از:
۱. آلگرو (Allegro)

۲. آفه توزو در سی مینور (Affettuoso in B minor)

۳. آلگرو (Allegro)

- طول اجرا: حدود ۲۳ دقیقه

### شماره ۶
کنسرتو براندنبورگ شماره ۶ در سی بمل ماژور (BWV 1051)، این کنسرتو مانند شماره ۵ از معروف‌ترین کنسرتوهای براندنبورگ به‌شمار می‌آید و برای سازهای زهی و هارپسیکورد نوشته شده‌است؛ سه موومان دارد که به‌ترتیب عبارتند از:
۱. آلگرو یا آلگرو مودراتو (Allegro or Allegro moderato)

۲. آداجیو در می بمل مینور خاتمه در سل مینور (Adagio in E minor)

۳. آلگرو (Allegro)

- طول اجرا: حدود ۱۶ دقیقه

## یادکرد
1. ↑  MacDonogh, Giles. Frederick the Great: A Life in Deed and Letters. St. Martin's Griffin. New York. 2001. شابک ‎۰−۳۱۲−۲۷۲۶۶−۹
2. ↑  "Milestones of the Millennium: Bach's "Brandenburg" Concertos". www.npr.org. Retrieved 2019-12-07.
3. ↑  "Bach – Brandenburg Concertos". Classic FM. Retrieved 2019-12-07.
4. ↑  Andrew Stewart (2019-03-21). "Bach's Groundbreaking 'Brandenburg Concertos': Masterpiece Guide |". uDiscover Music. Retrieved 2019-12-07.